# ПЛ 750 кВ Західноукраїнська — Саболчбака

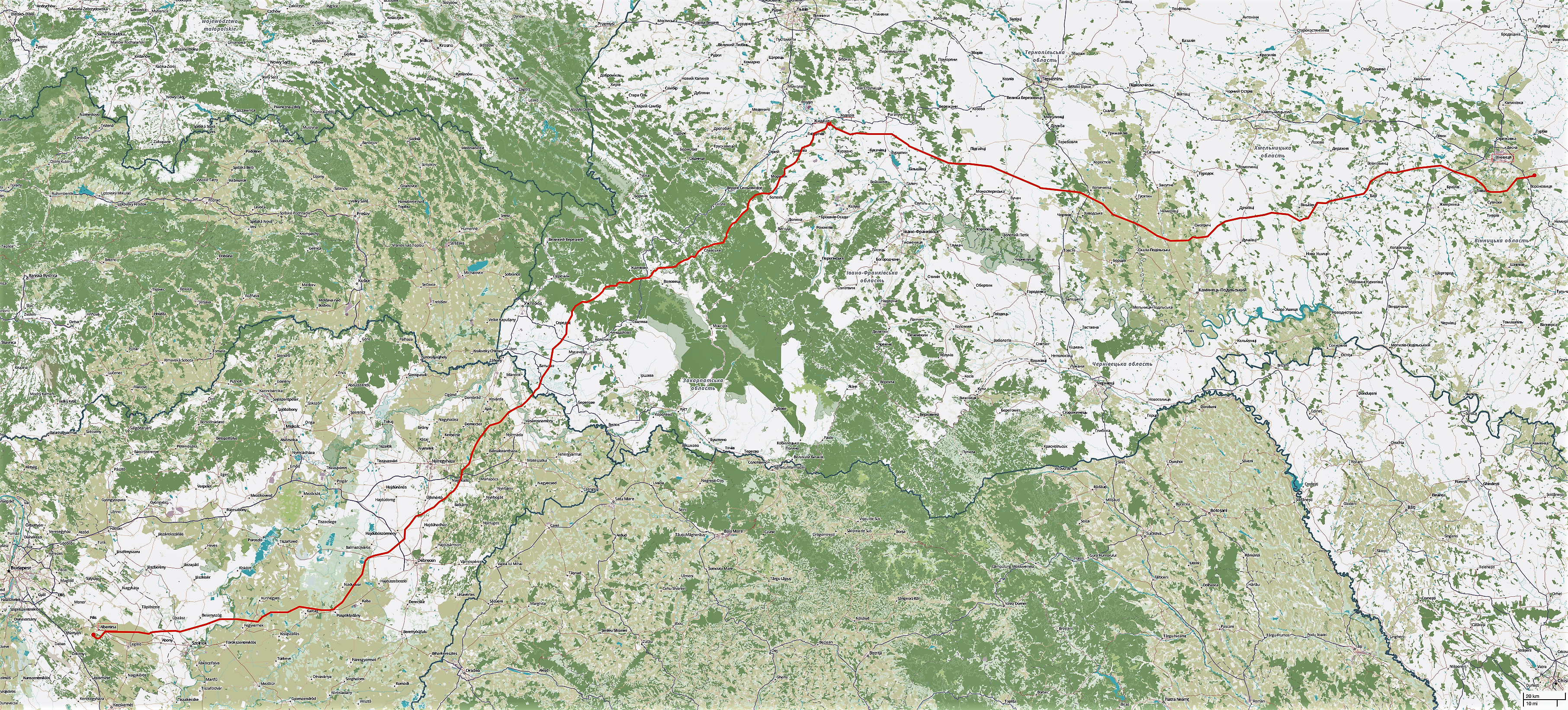
Колишній маршрут лінії 750 кВ Вінниця — Західноукраїнська — Альбертірша

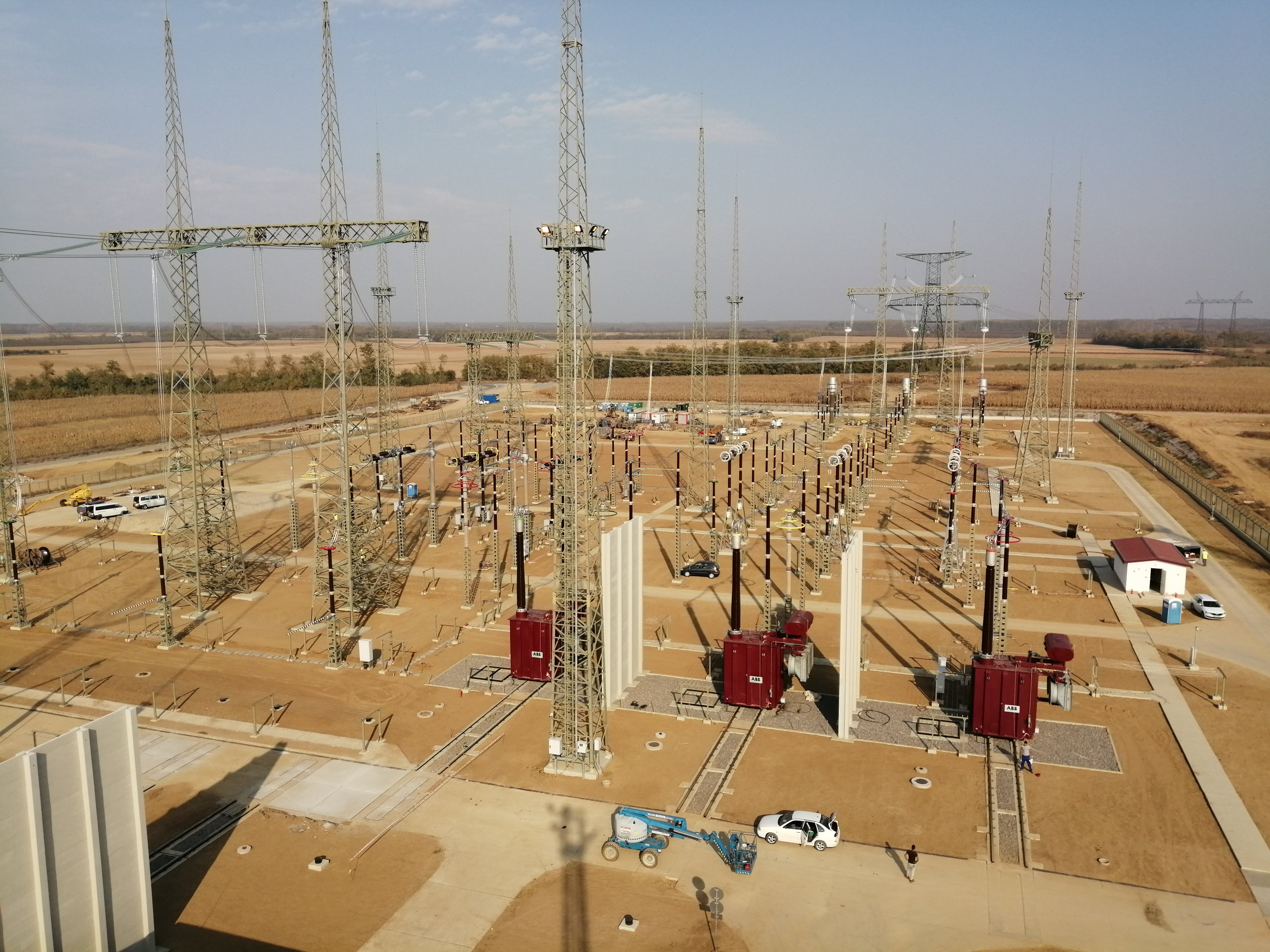
Шунти ABB 750 kV

ПЛ 750кВ Західноукраїнська — Саболчбака — міжнародна лінія електропередачі із України до Угорщини, один з основних зв'язків ОЕС України з операторами системи передачі ENTSO-E. Під час функціонування Бурштинського енергоострову з 2000-х до 2017 року не використовувалася. Лінія є частиною коридору 750 кВ «Вінниця — Західноукраїнська — Альбертірша», що був частиною амбітних проєктів СРСР із впровадження енергосистеми «Мир» та доходила до географічного центру Угорщини.
У 2017—2020 роках Угорщина розрізала лінію Західноукраїнська — Альбертірша, вбудувавши нову підстанцію 750/400 кВ Саболчбака і залишила на своїй терирорії лише 19 км лінії до кордону України який експлуатується на класі напруги 750 кВ. Відрізок Саболчбака- Альбертірша переведено на напругу 400 кВ. Також збудована лінія 400 кВ Саболчбака — Ёвжа (Józsa). Автотрансформатори 750/400 кВ які експлуатувалися на підстанції Альбетріша були розраховані на 40 років експлуатації, тож після 10 років простою їх було відреставровано та перевезено на нову підстанцію ближче до кордону.
Паралельно було проведена реконструкція лінії ПЛ 400 кВ Мукачеве – Саболчбака, із заміною звичайного грозозахисного тросу на отповолоконний для забезпечення оптичного телекомунікаційного зв'язку. Проєкт проводився українським системним оператором Укренерго та угорським MAVIR для організації передачі команд релейного захисту та протиаварійної автоматики, а також для створення E-highway (Electronic Highway – мережа передачі даних операторів системи передачі ENTSO-E) в напрямку Угорщини.
Проєкт реконструкції з переведенням Угорщиною частини магістральної лінії 750 кВ на 400 кВ дозволив більш ефективно транспортувати власну електроенергію у східні райони країни із двох нових енергоблоків АЕС Пакш (2400 МВт нової потужності), які будує Росія із засекреченими на 30 років умовами контракту.

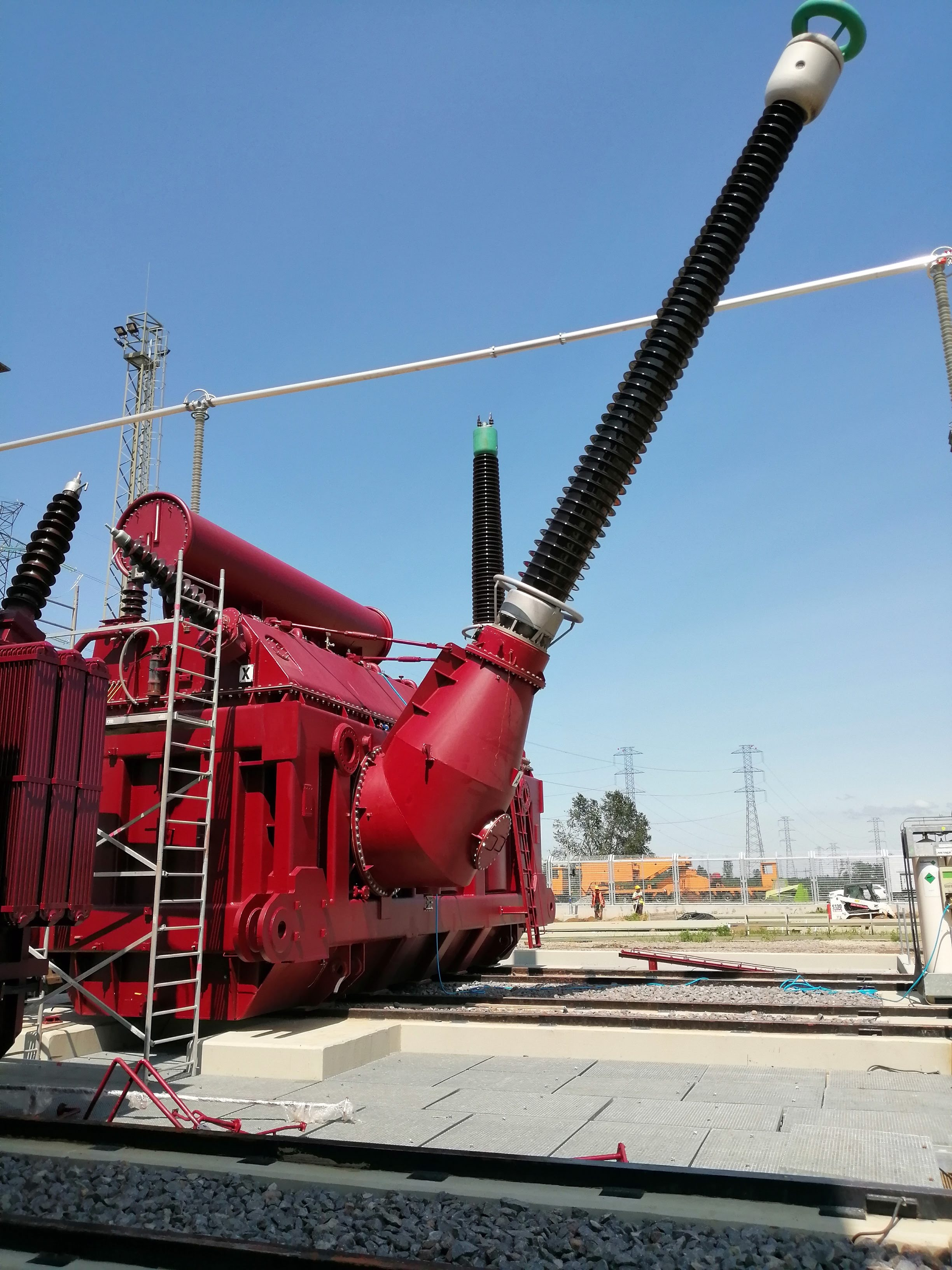
Трансформатор 750-400 кВ